# 摩泽尔省
摩泽尔省（法語發音：[mɔzɛl] ⓘ）是法國大東部大區所轄的省份（编号57），以摩澤爾河流命名，北鄰盧森堡、德國。该省是法国老牌的工业重镇，有煤，铁等天然资源。

## 历史

1871年以前與以後的省界變化

摩泽尔省是法国大革命时期被创建的83个省之中的一个，1790年3月4日根据1789年12月22日通过的法律，摩泽尔省正式脱离原来的洛林行省成为法国的一个省，并在1815年因为边境的改变而闻名。德国的萨尔布吕肯和萨尔路易等城市曾一度被划归给摩泽尔省。